# Nguékhokh
Nguékhokh – miasto w Senegalu, w regionie Thies. Według danych szacunkowych na rok 2007 liczy 18 546 mieszkańców.